# BJW認定女子王座
BJW認定女子王座（ビー・ジェー・ダブリューにんていじょしおうざ）は、大日本プロレスが管理、認定していた王座。

## 歴史
2000年7月2日、大日本プロレス後楽園ホール大会で行われた初代王座決定戦に勝利した元気美佐恵が初代王者になった。
2011年11月9日、王者の米山香織が返上。その後、王座決定戦が行われないまま事実上封印状態となる。

## 歴代王者
| 歴代  | 選手       | 獲得日付       | 獲得場所 （対戦相手・その他）                         |
| ----- | ---------- | -------------- | ----------------------------------------------------- |
| 初代  | 元気美佐恵 | 2000年7月2日   | 後楽園ホール 市来貴代子                               |
| 第2代 | 市来貴代子 | 2000年10月30日 | 後楽園ホール 2000年10月30日返上                       |
| 第3代 | 米山香織   | 2003年1月2日   | 後楽園ホール プリンセサ・サンディー 2011年11月9日返上 |